# ویتره، ایل-ئه-ویلن
ویتره، ایل-ئه-ویلن (به فرانسوی: Vitré) یک کمون در فرانسه است که در canton of Vitré-Est واقع شده‌است.

## خصوصیات
ویتره ۳۷٫۰۳ کیلومترمربع مساحت و ۱۶٬۸۳۴ نفر جمعیت دارد.

## خواهرخوانده
شهرهای هلم‌اشتات، لیمینگتون، تربون، کبک، جنه، وییاخویوسا، Greece (town), New York، Środa Wielkopolska و تلمچی خواهرخوانده‌های ویتره، ایل-ئه-ویلن هستند.